# Trattato di Mignano
Il trattato di Mignano del 1139 pose fine a più di un decennio di guerra continua che era seguita, nel Mezzogiorno, all'unione dei ducati continentali di Puglia e Calabria con la Contea di Sicilia nel 1127.
Nel 1130, l'antipapa Anacleto II aveva incoronato Ruggero II re di Sicilia.
Il legittimo papa Innocenzo II, non riconobbe questo titolo e molti dei vassalli della penisola eccepirono tale circostanza per opporsi all'esercizio dell'autorità regale di Ruggero.
Durante il decennio del 1130, Ruggero sconfisse i suoi vassalli uno per uno fino a quando, nel 1137, l'imperatore Lotario II intervenne a fianco del papa e conquistò la gran parte del sud.
La morte di Lotario privò i baroni del sud del loro alleato e Ruggero riconquistò rapidamente i suoi territori; nel 1139 morì il duca di Puglia Rainulfo di Alife, alleato del papa e dell'imperatore.
Innocenzo ed il deposto principe Roberto II di Capua entrarono in guerra per riaffermare la loro autorità, ma a Galluccio, il figlio di re Ruggero tese un'imboscata alle truppe papali con solo un migliaio di cavalieri e catturò il papa e la sua corte.
Tre giorni dopo, il 25 luglio a Mignano, Innocenzo confermò Ruggero rex Siciliae ducatus Apuliae et principatus Capuae e lo investì di questi titoli.
Egli inoltre nominò suo figlio Duca ed un altro figlio, Alfonso, Principe di Capua.
Nel 1143, Innocenzo rifiutò di riconoscere il trattato ma Ruggero inviò Roberto di Selby ad attaccare la papale Benevento.
Gli accordi di Mignano furono confermati.
Nel 1156, con il trattato di Benevento, Il tributo al papa di 600 scifati, concordato con Ruggero II con il trattato di Mignano del 1139 fu confermato ed un altro tributo di 400 scifati fu aggiunto per le nuove terre conquistate.